# Shipston-on-Stour
Shipston-on-Stour est une petite ville du Warwickshire, en Angleterre. Elle est située dans le sud du comté, à une quinzaine de kilomètres au sud de la ville de Stratford-upon-Avon. Comme son nom l'indique, elle est traversée par la Stour (en), un affluent de l'Avon. Administrativement, elle dépend du district de Stratford-on-Avon. Au recensement de 2011, elle comptait 5 038 habitants.